# 保守党 (ウガンダ)
保守党（Conservative Party）は、ウガンダの政党。党首はンスブガ・ンサンブ（Nsubuga Nsambu）。
2006年2月23日に行われたウガンダ議会総選挙（定数289議席、Ugandan general election, 2006）では1議席を獲得した。